# Boutros Boutros-Ghali
Boutros Boutros-Ghali, född 14 november 1922 i Kairo, död 16 februari 2016 i Kairo, var en egyptisk politiker och diplomat. Han tjänstgjorde som Förenta nationernas generalsekreterare åren 1992 till 1996. Han var gift med Leia Maria Boutros-Ghali och var medlem i koptiska ortodoxa kyrkan.
År 1949 doktorerade Boutros-Ghali i internationell rätt vid Paris universitet. Mellan 1949 och 1977 var han professor i internationell rätt och internationella relationer vid Kairos universitet. Mellan 1977 och 1991 var han vice utrikesminister i Egypten. Under sin tid som vice utrikesminister var han en viktig medlare mellan Egypten och Rwandas vapenaffär. Vapnen kom senare att användas under folkmordet i Rwanda.
Som generalsekreterare inledde Boutros-Ghali ett program för att omorganisera FN och stärka generalsekreterarens ställning. Han tog bland annat initiativ till Dagordning för fred och Dagordning för utveckling. När han tillträdde generalsekreterarposten uppgav han att han endast tänkte sitta en mandatperiod, med tanke på sin ålder. Vid 74 års ålder kandiderade han ändå till en andra mandatperiod. USA lade dock in sitt veto mot hans kandidatur, trots att de stött honom första gången 1991, på grund av hemmaopinionens inställning till Clintonadministrationen och en allmän opinion kring FN:s internationella insatser. Boutros-Ghali drog därför tillbaka sin kandidatur och avgick sedan 1996, då hans första och enda mandatperiod avslutades.

## Priser och utmärkelser
Fredagen den 30 maj 1986 promoverades Boutros Boutros-Ghali till Juris hedersdoktor (JDhc) vid Juridiska fakulteten på Uppsala universitet.